# Sowari jezik
Sowari jezik (demta, muris; ISO 639-3: dmy), papuanski jezik porodice east bird’s head-sentani, skupine sentani, kojim govori 1 300 ljudi (2000) na sjevernoj obali Nove Gvineje zapadno od zaljeva Tanamerah u Indoneziji. Govori se u selima Muris Besar, Muris Kecil, Ambora i Yougafsa.
Nekada su jezici skupine sentani klasificirani transnovogvinejskoj porodici. U upotrebi i indonezijski [ind].

## Vanjske poveznice
- Ethnologue (14th)
- Ethnologue (15th)